# Gölasjöarna
Gölasjöarna är det gemensamma namnet på två sjöar i Habo kommun i Västergötland enligt Lantmäteriet. De ingår i Motala ströms huvudavrinningsområde. I VISS finns de registrerade som Gölasjöarna (642180-139374) 57°54′11″N 14°00′42″Ö / 57.903°N 14.0118°Ö (3,49 ha) och Gölasjöarna (642139-139373) 57°54′24″N 14°00′44″Ö / 57.9066°N 14.0123°Ö (3,49 ha).